# Mordellistena mexicana
Mordellistena mexicana là một loài bọ cánh cứng trong họ Mordellidae. Loài này được Csiki miêu tả khoa học năm 1915.

## Hình ảnh

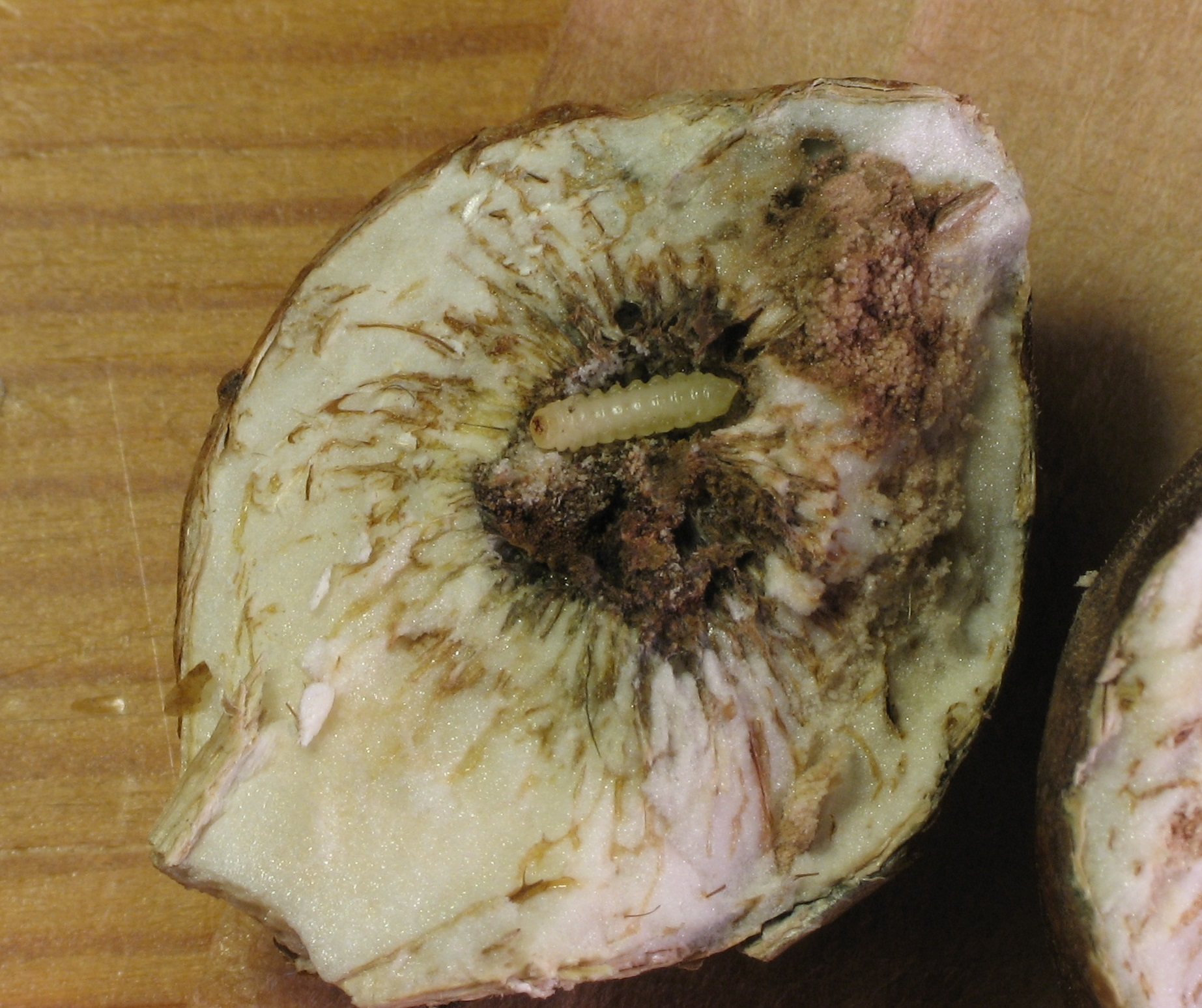